# Pachydota saduca
Pachydota saduca är en fjärilsart som beskrevs av Druce 1895. Pachydota saduca ingår i släktet Pachydota och familjen björnspinnare. Inga underarter finns listade i Catalogue of Life.